# Ballinteer
Ballinteer (irl. Baile na tSaoir) – przedmieście Dublina, leżące w hrabstwie Dún Laoghaire-Rathdown, liczy 15 500 mieszkańców (2006).